# Phaloesia flaviventris
Phaloesia flaviventris là một loài bướm đêm thuộc phân họ Arctiinae, họ Erebidae.